# Macon County (North Carolina)
Macon County ist ein County im Bundesstaat North Carolina der Vereinigten Staaten. Der Verwaltungssitz (County Seat) ist Franklin, das nach dem Gouverneur Jesse Franklin benannt wurde.

## Geographie
Das County liegt fast im äußersten Westen von North Carolina, grenzt im Süden an Georgia, ist im Norden etwa 40 km von Tennessee entfernt und hat eine Fläche von 1345 Quadratkilometern, wovon 8 Quadratkilometer Wasserfläche sind. Es grenzt im Uhrzeigersinn an folgende Countys: Swain County, Jackson County, Clay County, Cherokee County und Graham County.
Macon County ist in elf Townships aufgeteilt: Burningtown, Cartoogechaye, Cowee, Ellijay, Flats, Franklin, Highlands, Millshoal, Nantahala, Smithbridge und Sugarfork.

## Geschichte
Macon County wurde 1828 aus Teilen des Haywood County gebildet. Benannt wurde es nach Nathaniel Macon, einem Sprecher des Repräsentantenhauses und Senator.

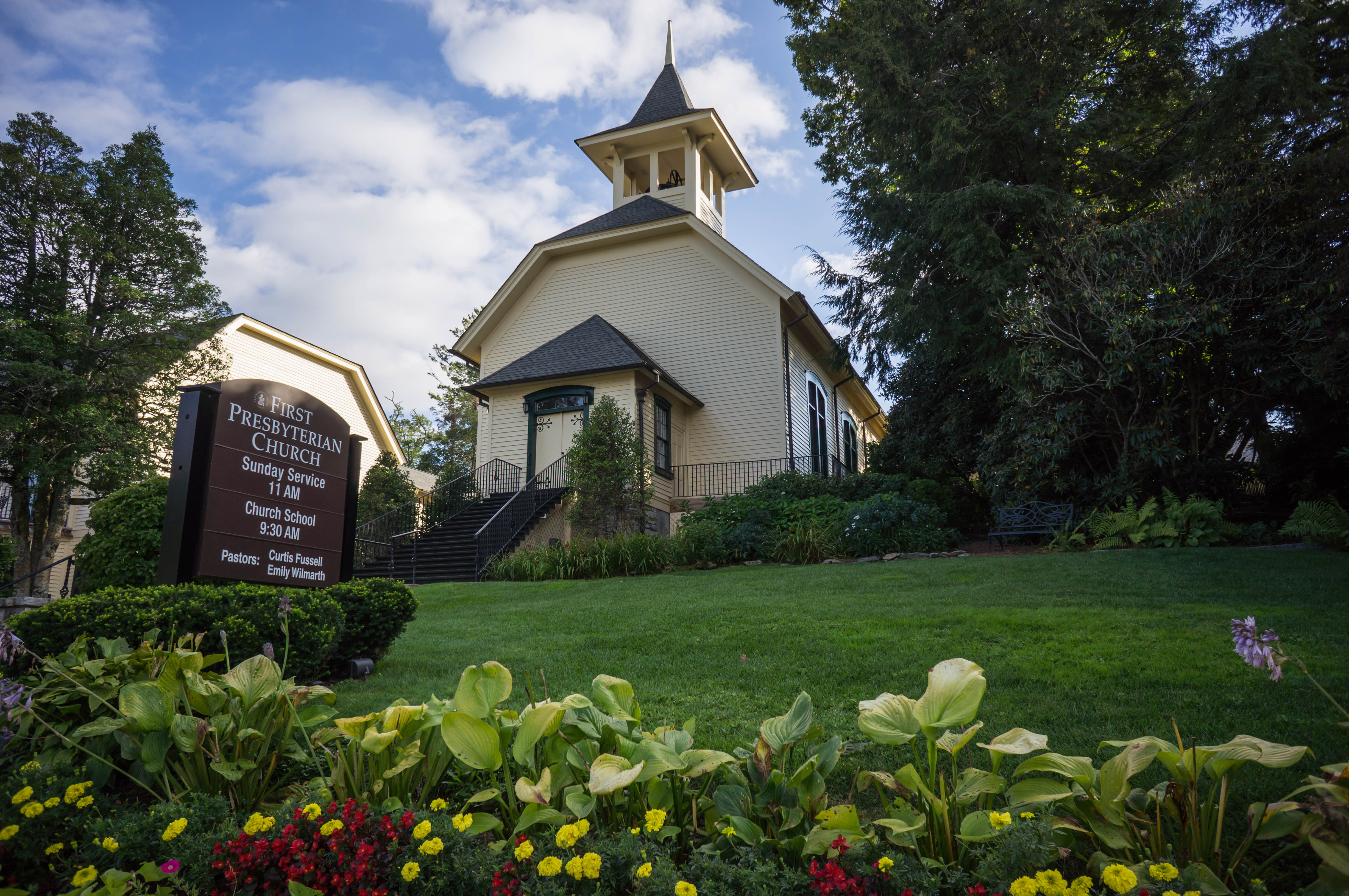
Die First Presbyterian Church (2014) ist einer von 22 Einträgen des Countys im National Register of Historic Places.

22 Bauwerke und Stätten des Countys sind insgesamt im National Register of Historic Places eingetragen (Stand 4. März 2018).

## Demografische Daten
Nach der Volkszählung im Jahr 2000 lebten im Macon County 29.811 Menschen. Davon wohnten 533 Personen in Sammelunterkünften, die anderen Einwohner lebten in 12.828 Haushalten und 8.902 Familien. Die Bevölkerungsdichte betrug 22 Einwohner pro Quadratkilometer. Ethnisch betrachtet setzte sich die Bevölkerung zusammen aus 97,18 Prozent Weißen, 1,20 Prozent Afroamerikanern, 0,28 Prozent amerikanischen Ureinwohnern, 0,39 Prozent Asiaten, 0,02 Prozent Bewohnern aus dem pazifischen Inselraum und 0,31 Prozent aus anderen ethnischen Gruppen; 0,63 Prozent stammten von zwei oder mehr Ethnien ab. 1,52 Prozent der Bevölkerung waren spanischer oder lateinamerikanischer Abstammung.
Von den 12.828 Haushalten hatten 24,8 Prozent Kinder unter 18 Jahren, die bei ihnen lebten. 58,5 Prozent davon waren verheiratete, zusammenlebende Paare, 8,0 Prozent waren allein erziehende Mütter und 30,6 Prozent waren keine Familien. 27,0 Prozent waren Singlehaushalte und in 13,6 Prozent lebten Menschen mit 65 Jahren oder älter. Die Durchschnittshaushaltsgröße betrug 2,28 und die durchschnittliche Familiengröße war 2,74 Personen.
20,3 Prozent der Bevölkerung waren unter 18 Jahre alt. 6,1 Prozent zwischen 18 und 24 Jahre, 23,2 Prozent zwischen 25 und 44 Jahre, 27,9 Prozent zwischen 45 und 64, und 22,4 Prozent waren 65 Jahre alt oder älter. Das Durchschnittsalter betrug 45 Jahre. Auf alle weibliche Personen kamen 92,1 männliche Personen. Auf alle Frauen im Alter von 18 Jahren oder darüber kamen 88,4 Männer.
Das jährliche Durchschnittseinkommen eines Haushalts betrug 32.139 US-$ und das jährliche Durchschnittseinkommen einer Familie betrug 37.381 $. Männer hatten ein durchschnittliches Einkommen von 28.113 $, Frauen 20.081 $. Das Prokopfeinkommen betrug 18.642 $. 12,6 Prozent der Bevölkerung und 8,8 Prozent der Familien lebten unterhalb der Armutsgrenze. Darunter waren 16,0 Prozent der Kinder und Jugendlichen unter 18 Jahren und 11,8 Prozent der Personen ab 65 Jahren.